# غزنرة منتفخة
غزنرة منتفخة (الاسم العلمي:Gesneria ventricosa) هي نوع من النباتات تتبع جنس الغزنرة من الفصيلة الغزنرية.